# 리베카 리디아드
리베카 리디아드(Rebecca Liddiard, 1990년 또는 1991년 ~ )는 캐나다의 배우이다.